# ChemChina
China National Chemical Corporation eller ChemChina er en kinesisk statsejet kemivirksomhed. Virksomheden fremstiller kemiprodukter til agrikemi, gummi, materialer, industrielt udstyr og petrokemi.